# تقي مبارك السيابي
تقي مبارك السيابي (مواليد 20 أغسطس 1978) هو لاعب كرة قدم عماني. و هو يلعب مع نادي مسقط. و قد كان يلعب مع منتخب عمان لكرة القدم.

## كأس الخليج 1998
و قد سجل هدف في مرمى منتخب قطر لكرة القدم.

## روابط خارجية
- تقي مبارك السيابي على موقع الاتحاد الدولي (مؤرشف)  (الإنجليزية)
- تقي مبارك السيابي على موقع ناشيونال فوتبول تيمز (الإنجليزية)
- تقي مبارك السيابي على موقع Soccerway.com (الإنجليزية)